# The Ministry of Silly Walks

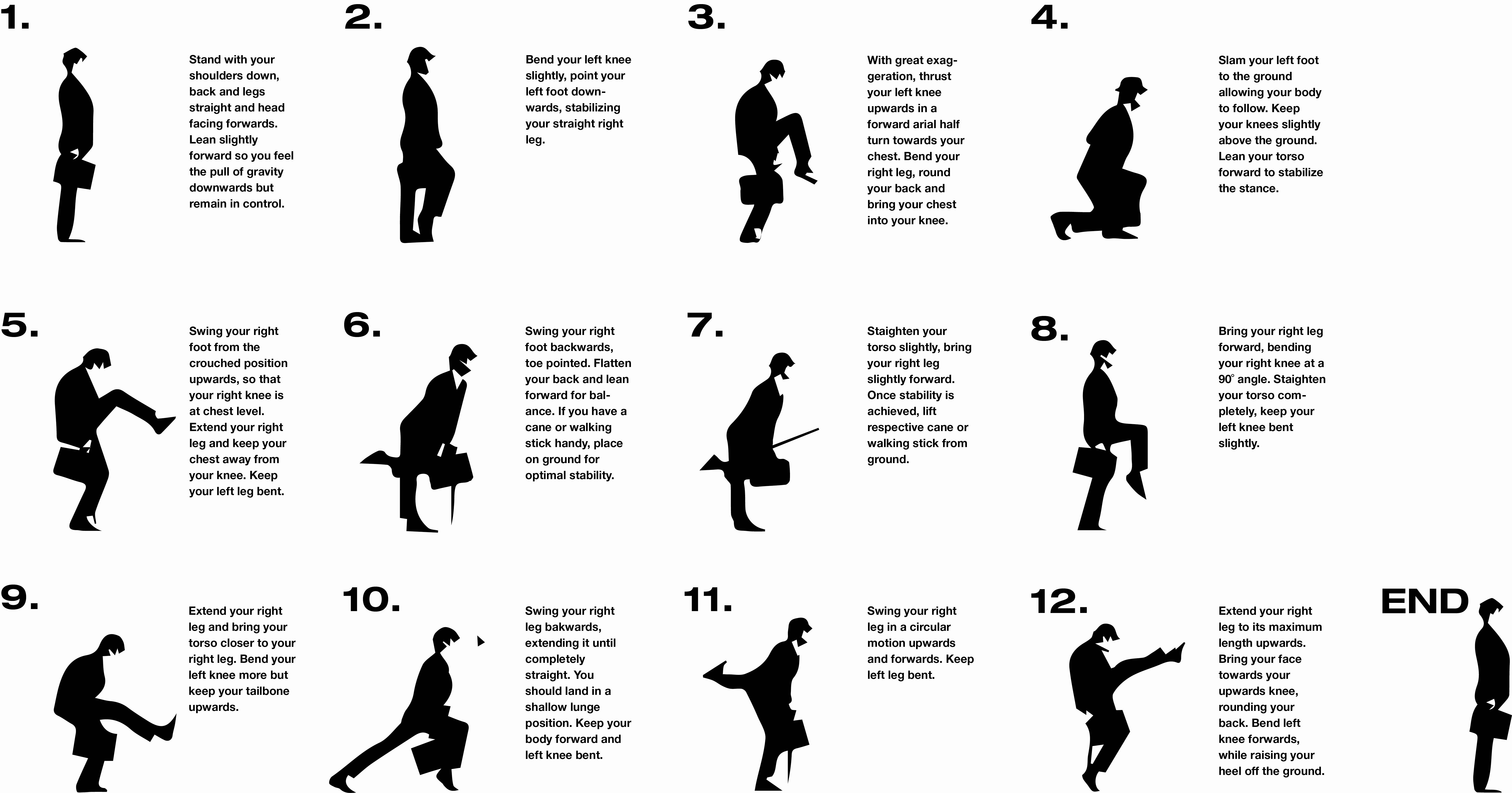
Une démarche typiquement idiote avec instructions de marche.

The Ministry of Silly Walks (le ministère des marches stupides) est un sketch des Monty Python présenté dans leur série télévisée Monty Python's Flying Circus dans le premier épisode, intitulé Face à la Presse, de leur seconde saison. Cet épisode fut initialement diffusé au cours des années 1970. Une version abrégée du sketch a été incluse dans Monty Python à Hollywood. Ce sketch met en scène John Cleese en fonctionnaire à chapeau melon dans un ministère britannique fictif chargé de l'élaboration de démarches stupides à travers des subventions. John Cleese, tout au long du sketch, emploie plusieurs de ces démarches idiotes. C'est cette gestuelle, plus que les dialogues, qui donnèrent au sketch sa popularité. Comme source d'inspirations, John Cleese a cité la comédie physique de Max Wall, dont le personnage du professeur Wallofski eut peut être une importance pour sa conception.

## Le sketch

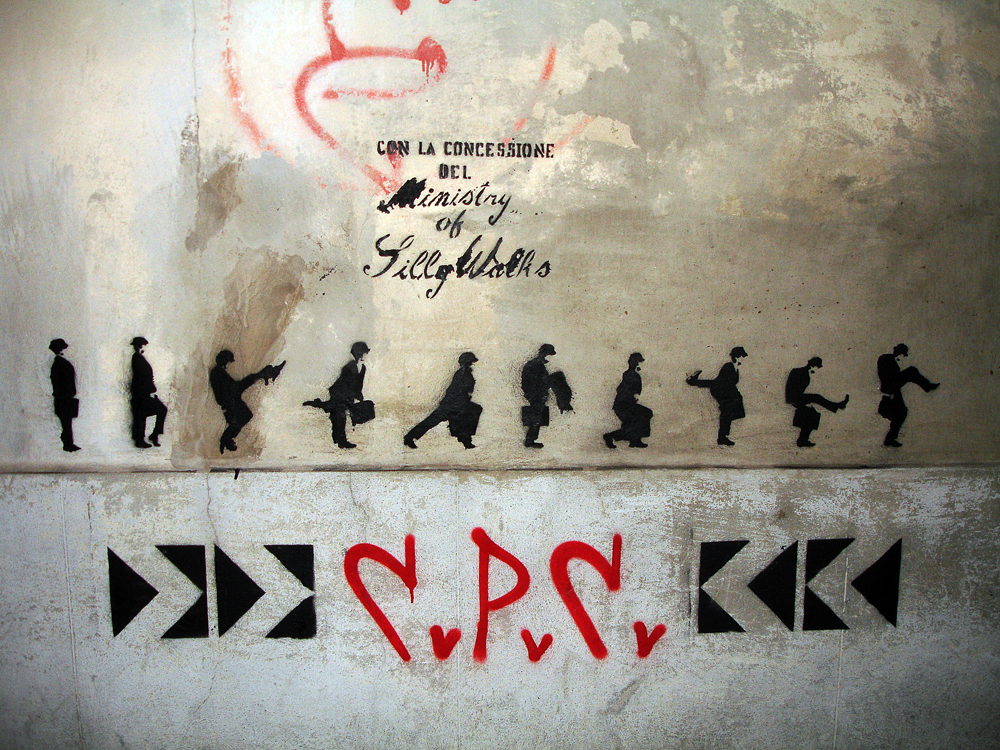
Graffiti à Florence évoquant la marche de Cleese dans le sketch.

Le sketch d'origine de la série débute avec John Cleese, jouant un fonctionnaire anonyme qui, après avoir acheté The Times à un vendeur de presse dans le sketch précédent, marche à travers les rues de Londres (au croisement de Thorpebank Road et de Dunraven Road) d'une manière très étrange. Il arrive finalement à son lieu de travail : le ministère des marches stupides, à l'extrémité nord de Whitehall. Dans le couloir, il dépasse d'autres employés, chacun exposant sa propre marche stupide, avant d'arriver à son bureau (la performance au Hollywood Bowl omet ce préambule). Une fois à sa place, il trouve M. Putey (Michael Palin) qui l'attend et il s'excuse pour le retard, en expliquant que sa marche est devenue particulièrement stupide et qu'il lui faut donc plus de temps pour atteindre sa destination.
Putey explique qu'il a une marche stupide qu'il souhaite développer avec l'argent de la subvention. Il fait une démonstration de cette marche qui, pour le personnage de John Cleese, n'est pas particulièrement stupide (« la jambe droite n'est pas ridicule du tout, et la jambe gauche fait à peine l'avant d'un demi-tour à chaque pas alternatif »). Il raconte à Putey qu'il ne croit pas que le ministère puisse lui venir en aide, comme sa marche n'est pas suffisamment stupide, et que les finances sont maigres. Le gouvernement, explique-t-il, est censé donner de façon égale à la défense, à la sécurité sociale, à la santé, au logement, à l'éducation, et aux marches stupides ; mais qu'il a récemment moins doté le ministère des marches stupides que celui de la défense nationale. Après une visite de sa secrétaire Mme Twolumps, John Cleese montre à M. Putey un film sur les marches stupides (ce segment est une parodie du cinéma du début du XXe siècle, avec Michael Palin habillé comme Little Tich ; ce film fut également montré lors du sketch à l'Hollywood Bowl). Après avoir rangé le projecteur, John Cleese offre M. Putey une subvention qui lui permettra de travailler sur la marche stupide franco-anglaise : La Marche futile (une parodie du développement du Concorde), qui est ensuite démontré par un homme (joué par Terry Jones), habillée avec un mélange de stéréotypes anglais et français, sur une version accéléré de La Marseillaise.
Mme Twolumps, sans doute la secrétaire du ministre, fait une brève apparition, apportant le café en marchant stupidement. Alors qu'elle entre, les tasses tombent toutes du plateau. Le ministre regarde le plateau, lui dit « Merci, jolie » et elle sort, en prenant le plateau et les tasses brisées avec elle. Dans la version du Hollywood, c'est Carol Cleveland qui joue Mme Twolumps, elle renverse un peu de café sur John Cleese.

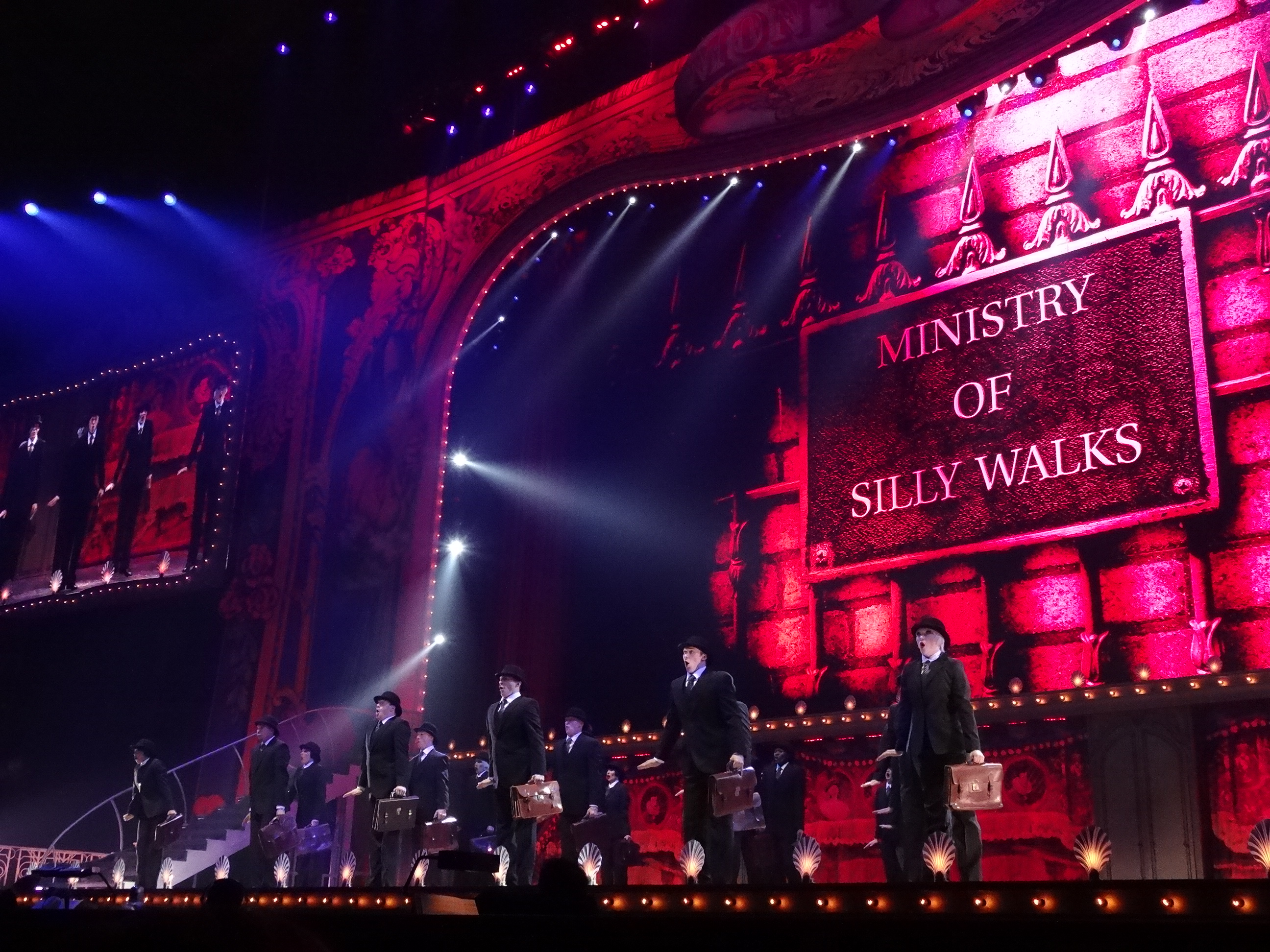
The silly walks song lors du spectacle Monty Python Live (Mostly) joué en juillet 2014 à Londres.

Les années passant et ce sketch étant toujours très demandé, John Cleese commença à trouver de plus en plus difficile de réaliser ces marches. Alors qu'il était interrogé sur l'éventualité d'un nouvelle tournée des Python, il aurait répondu « je ne ferais pas de marches stupides. » En conséquence, le sketch ne fit pas partie de la tournée Monty Python Live (Mostly) en 2014. Il a été remplacé par The silly walks song, réalisé par un groupe de (jeunes) danseurs qui imitait les marches originales de John Cleese tout en portant des chapeaux melons et des mallettes.
Dans le livre, The Pythons, les membres de la troupe ont indiqué qu'ils considéraient l'ensemble de la scène comme rien de plus que de la pure bêtise. John Cleese, en particulier, semble découragé que de si nombreux fans considèrent ce sketch comme le « meilleur » du groupe.

## Réception
En 2005, le sketch a été désigné dans un sondage réalisé par Channel 4 en Grande-Bretagne comme le 15e meilleur sketch de tous les temps (il est l'un des cinq sketchs des Monty Python du top 50).